# Space O.P.A.
Space O.P.A. (titre original : First Contract) est un roman humoristique de science-fiction de Greg Costikyan, publié en 2000. Le roman a été sélectionné en 2004 pour le Grand prix de l'Imaginaire, section « roman étranger », sans remporter le prix.

## Publications

### Publications aux États-Unis
Le roman est paru en juillet 2000 chez Tor Books sous le titre First Contract, qui est un jeu de mots entre l'expression « first contract » (premier contrat) et  « first contact » (premier contact avec une civilisation extraterrestre).

### Publications en France
Le roman a été publié en France en avril 2003 chez L'Atalante, collection La Dentelle du cygne no 183  (ISBN 2-84172-235-X). Le roman a été traduit par Frank Reichert et l'image de couverture est de Nicolas de La Casinière.
Devant l'impossibilité de garder le jeu de mots anglais, intraduisible, le titre français a tenté de faire un clin d'œil en jouant sur la similitude sonore entre space opera et space OPA (« OPA spatiale »).

## Personnages principaux
- Johnson Mukerjii
- Zabelle Vartanian (2e moitié du roman)
- Leander Huff (2e moitié du roman)

## Résumé
Âgé de 42 ans et d'origine bengali, heureux en ménage et en parfaite santé, Johnson Mukerjii est à la fin des années 2010 le patron de la société informatique MDS dont le dernier produit en cours de finition est un écran holographique en 3D qui va, du moins l'espère-t-il, être un succès. Tout va donc pour le mieux.
L'arrivée inopinée d'extraterrestres surprend les humains. Ceux-ci sont encore plus surpris quand les aliens leur proposent de leur donner accès à de nombreuses technologies, notamment l'ordinateur quantique et l’antigravité. Le prix à payer en retour paraît dérisoire : les aliens souhaiteraient qu'on leur donne la propriété de la planète Jupiter et de ses satellites. Que représente cette géante gazeuse pour les hommes ? Elle est un puits gravitationnel incommensurable et nul ne pourrait marcher ou travailler à sa surface. Acceptant l'offre, les Nations unies donnent leur accord à ce marché.
Les extraterrestres se mettent alors à construire d'immenses usines sur les satellites de Jupiter et à vendre à très bon prix aux humains des artefacts électroniques. Face à cette concurrence alien qui met sur le marché des produits ultrapuissants et peu onéreux, les sociétés spécialisées en électronique font toutes faillite, y compris celle de Johnson Mukerjii. Celui-ci a d'ailleurs l’immense désagrément de découvrir, un beau soir, que son épouse l'a quitté, en ayant vidé l'intégralité des meubles de la maison ainsi que les comptes bancaires de son époux (pour lesquels elle disposait d'une procuration). Elle a même vendu la maison quinze jours auparavant et les récents acquéreurs viennent emménager. Les huissiers saisissent le peu de biens qu'il reste (véhicule, ordinateur, etc.) et Mukerjii se retrouve sans un sou vaillant. Son entreprise est elle-même placée en liquidation judiciaire et les créanciers sont à ses trousses. Mukerjii se trouve obligé de manger à la soupe populaire et de dormir dans un foyer pour SDF, où il se fait dérober ses papiers d'identité.
L'économie terrestre a d'ailleurs subi un coup terrible : 50 % des gens sont au chômage et l'indice boursier connaît son plus bas historique. Comme le dit le président de la Banque centrale fédérale, le krach boursier en cours est « le plus grand effondrement économique depuis la chute de Rome ».
Alors qu'il est au fond du trou en 2020, Mukerjii a une idée : en supposant que l'on compare la situation actuelle avec celle des Aztèques (humains) face aux Espagnols (aliens), ou des pays en développement (humains) face aux pays industrialisés (aliens), ne faut-il pas jouer aux nouvelles règles galactiques du jeu ? Les humains ne peuvent-ils pas s'en sortir en fabriquant à bas coût des objets de pacotille qui seront achetés en masse par des commerçants aliens ? Comment s'insérer dans une « mondialisation galactique » ?
Johnson Mukerjii conçoit un gadget pour vaisseaux spatiaux : un porte-boissons à fixer au mur au moyen d'une ventouse pour ne pas laisser flotter sa consommation dans le vaisseau. Il recrute trois salariés et, par une escroquerie commise à l'encontre d'un écrivain de science-fiction à succès, trouve une mise de départ. Il crée son entreprise au Mexique. 
Il lance son entreprise et réalise vite un chiffre d'affaires honorable. Mais les quelques millions de dollars de vente ne sont rien par rapport à ses projets de développement, quand il apprend que va se tenir une foire-exposition interstellaire dans le système de Fomalhaut. Son entreprenante associée Zabelle Vartanian le convainc que c'est là qu'il faut aller pour élargir son marché, malgré le coût exorbitant et les risques considérables que présente cette expédition. Mais pour cela, il lui faut 85 millions de dollars, qu'il ne peut obtenir qu’en introduisant sa société à la bourse de New York et en trichant sur les bénéfices.
Après bien des aventures et alors qu'il est poursuivi par la police et le fisc américains, il parvient à payer trois voyages « aller simple » sur une compagnie de transport interstellaire et à se rendre avec ses associés Zabelle Vartanian et Leander Huff, en biostase, à la foire-exposition interstellaire de Fomalhaut, où il va aller de surprise en surprise : son stand d'exposition est situé sur un astéroïde désert, tout se paie rubis sur l’ongle (y compris la gravité et l'oxygène à respirer).
Pour vendre sa camelote, Mukerjii est tenté de passer un contrat avec Grishneg, la plus grosse centrale d'achat du secteur (1 372 000 points de vente dans le bras galactique). Mais les capitalistes de l'espèce Zdeg sont aussi impitoyables et âpres au gain que leurs confrères terriens…

## Critiques
- chronique de Gary K. Wolfe (en) dans Locus, no 474, juillet 2000.
- chronique de Mark Plummer dans Vector (en), no 214, 2000.
- chronique de Mike Jones dans Absolute Magnitude (en), automne 2001.
- chronique de Claude Ecken dans Bifrost, no 31, 2003.